# The Finishing Touch
The Finishing Touch is een Amerikaanse stomme film van Laurel en Hardy uit 1928. De film is geregisseerd door Clyde Bruckman en geproduceerd door Hal Roach.

## Verhaal
Stan en Ollie worden ingehuurd door een huiseigenaar (Lufkin) om een huis voor hem te bouwen. Bovendien krijgen ze een bonus van $500 aangeboden als ze snel werk leveren. Ze gaan dan met ijver door met hun opgedragen taak, maar ervaren het ene rampzalige resultaat na het andere. Hun problemen worden nog verergerd door een nabijgelegen ziekenhuis waarvan de kleine maar pittige hoofdverpleegster een politieagent (Kennedy) naar de verbouwers leidt, omdat zij te luidruchtig zijn in hun werk. De politieagent probeert Stan en Ollie zo stil mogelijk te houden. Daarbij komt hij onbewust in de vuurlinie en lijdt hij aan talloze vernederingen, waaronder het feit dat een emmer lijm en een stapel dakspanen van het dak op zijn hoofd vallen.
Uiteindelijk is het huis af en lijken Stan en Ollie het redelijk goed te hebben gedaan. De huiseigenaar arriveert. Blij met wat hij ziet, betaalt hij graag Stan en Ollie hun beloofde bonus van $ 500. Even later landt er echter een klein vogeltje op de schoorsteen van het huis, waardoor de schoorsteen instort en door het dak breekt, wat de hele structuur van het nieuwe huis verzwakt. De woedende huiseigenaar eist zijn $500 terug. Stan en Ollie weigeren en gaan creatief samenwerken om de $500 in handen te houden.

## Rolverdeling
| Acteur         | Personage            |
| -------------- | -------------------- |
| Stan Laurel    | Stan                 |
| Oliver Hardy   | Ollie                |
| Edgar Kennedy  | De politieagent      |
| Dorothy Coburn | De hoofdverpleegster |
| Sam Lufkin     | De huiseigenaar      |